# Canal do Otário
Canal do Otário foi um canal do YouTube e um website, criado em 3 de fevereiro de 2012 por um usuário anônimo, cujo pseudônimo é Otário Anonymous. Dedica-se a investigar e denunciar campanhas publicitárias enganosas, a alta carga tributária que incide sobre bens de consumo no Brasil e preços abusivos praticados por algumas empresas, políticos que cometeram irregularidades e o desperdício dos gastos públicos, além de publicar outros temas como corrupção. Em 19 de janeiro de 2018, o canal tinha 694 350 inscritos, e acumulado 75,664,325 visualizações.
Em meados de agosto de 2023, seu canal foi repentinamente deletado e sua conta no patreon foi fechada, todos os seus videos, salvo os que estavam em outros dois canais menores de sua autoria, foram removidos da plataforma, não foi dado nenhuma explicação por parte do autor do porquê ter feito isso, suas outras redes sociais seguem inativas.[carece de fontes?]

## Anonimato
Em uma entrevista ao Wall Street Journal, Otário Anonymous afirmou que preza pelo seu anonimato, porque protege sua capacidade de falar abertamente e permite que os telespectadores possam se relacionar com ele. Além de colocar um saco de papel na cabeça, ele usa um terno com luvas brancas para ocultar sua etnia e idade e prefere não revelar seu nível de instrução, sua voz também é alterada para um tom mais aguda.
Durante a entrevista ao programa The Noite com Danilo Gentili no SBT, Otário disse que a preservação do seu anonimato também ajuda a manter sua integridade física. Em outra entrevista, concedida ao jornal Gazeta, Otário disse manter o anonimato por medo de possíveis represálias de empresas de marketing multinível e de pessoas relacionadas à política.

## Controvérsias

### Critica ao Bradesco
Em um vídeo publicado em 2014, ele adverte os consumidores sobre supostas taxas abusivas quando investem em um Bradesco FIC Referenciado DI Hiperfundo. "Isso é o que eles fazem com você", ele afirma no vídeo, imitando um assalto a mão armada. Bradesco, em resposta, disse que o vídeo foi ofensivo e ganhou um processo contra Google Inc. em 2012 para removê-lo do YouTube. Google ainda não removeu o vídeo e apelou da decisão.

### Critica aos Correios
O vídeo "Correios ou CUrreios", em que Otário Anonymous critica a Empresa Brasileira de Correios e Telégrafos, foi censurado do YouTube brasileiro através de uma ordem judicial (embora ainda permaneça disponível no YouTube de outros países). O vídeo compara as taxas no Brasil com outros países e revela o monopólio estatal no setor postal. Por um pedido dos Correios, Tribunal Regional Federal da 3ª Região ordenou Google Inc para apagar algumas partes do vídeo que mostra o logotipo da empresa, que alegou "uso indevido de marca". A decisão foi tomada em novembro de 2013, no entanto, o vídeo só foi censurado em Junho de 2014, logo após o início do Marco Civil da Internet. A estatal disse que também irá solicitar a censura do vídeo na Vimeo, como foi feito no Google. Na época, uma liminar da desembargadora federal Consuelo Yoshida proibiu que o Canal do Otário continuasse veiculando quaisquer logomarcas dos Correios, sob pena de multa diária de R$ 10 mil. Para o juiz federal José Carlos Motta, da 19ª Vara Federal de São Paulo, porém, restringir o conteúdo do vídeo não faz sentido porque expressa tão somente descontentamento com o serviço prestado pelos Correios, hipótese caracterizadora de mero exercício do direito de crítica. Ao examinar o mérito, o juiz chamou a atenção para o conteúdo do art. 220 da Constituição Brasileira de 1988, analisado por ocasião do julgamento da ADPF 130, de relatoria do ex-ministro Carlos Ayres Britto e julgou improcedente o pedido, assegurando o direito à recolocação e manutenção do vídeo na íntegra na Internet.

## Prêmios
- 2012 - Revista Info Exame, Editora Abril - “Perfil Geek do Ano”[26]
- 2013 - YouTube, The Silver Play Button[27]
- 2013 - Shorty Awards, Vox Populi Winner em Ativismo[28]
- 2014 - Shorty Awards, Finalista na categoria Ativismo[29][30]
- 2015 - Shorty Awards, Finalista na categoria Ativismo[31]
- 2015 - Webby Awards, Menção Honrosa para Filme & Vídeo Online / Serviço Público & Ativismo[32]